# 大韓民国の国際関係

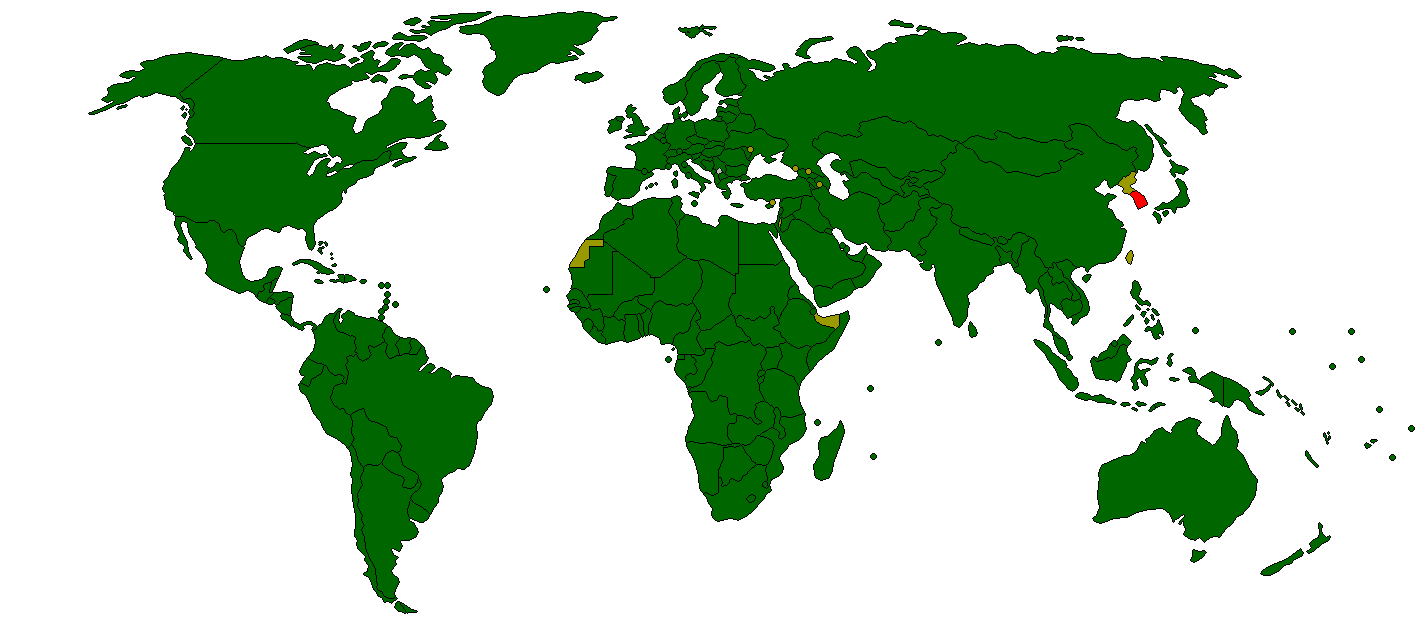
緑色で塗られた諸国は大韓民国と国交を有し、灰色で塗られた国コソボは大韓民国と国交を有しておらず、黄色の朝鮮民主主義人民共和国・西サハラ・ソマリランド・中華民国は承認していない。

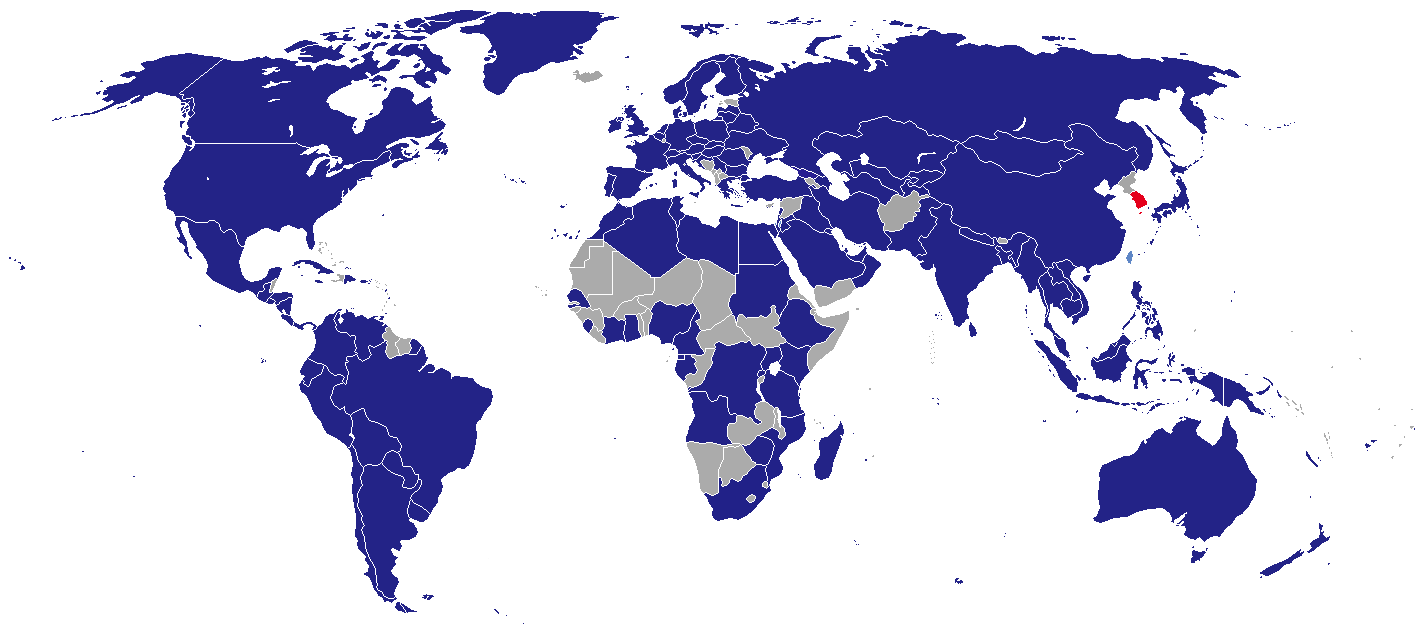
青色で塗られた諸国には大韓民国の在外公館が存在する。

大韓民国の国際関係（だいかんみんこくのこくさいかんけい）では、大韓民国と主要な国家・国際機関との関係について述べる。

## 概要
韓国の外交関係は、外交部が担っている。2013年3月までは外交通商部として通商に関する業務も担っており、通商政策を専門的に管掌するために傘下組織として通商交渉本部を設置・運営していた。通商交渉本部のトップである通商交渉本部長は、長官クラスの待遇を受け、通商交渉業務を指揮・担当していたが、2013年3月に通商関連業務は産業通商資源部に移管されている。
韓国は国連加盟192か国のうち、朝鮮民主主義人民共和国(北朝鮮)を除く191か国と国交を有している。
軍事境界線（38度線）を挟んで隣接する朝鮮民主主義人民共和国（北朝鮮）とは、建国以来「朝鮮（KOREA）の唯一合法な国家」としての地位を争っており、1950年6月25日の開戦から1953年7月27日の休戦に至るまでの朝鮮戦争を経て、敵対的な関係にある。朝鮮戦争の際、北朝鮮側へ中国人民志願軍（抗美援朝義勇軍）を派遣して直接戦争に介入した中華人民共和国（中国）や、中朝連合軍に軍事顧問を派遣したソビエト連邦（後のロシア連邦）とは1990年代の脱冷戦後に、外交関係を結んだ。
一方で、アメリカ合衆国とは建国時に後ろ盾 となったことや、朝鮮戦争時にも最大の支援国となったこともあり、現在に至るまで非常に緊密な関係を結んでいる。また、かつて朝鮮の支配国だった日本とは、同じ自由主義陣営に属していることから1965年に日韓基本条約を締結して国交を樹立し、経済的な関係を深めている。
中華民国（台湾）とも建国以来の緊密な関係を築いてきたが、1992年に中華人民共和国（中共政権）との国交を樹立したため、「一つの中国論」に従って断交した。
国連総会オブサーバー2か国のうち、バチカン市国とは国交を有しているが、パレスチナ国については国家承認をしておらず、パレスチナ自治政府として承認をしている。10か国以上と国交を有する国連非加盟国のうち、クック諸島については国家承認し、外交関係を樹立している。コソボについては独立は承認しているが、国交は結ばれていない。また、ニウエ、サハラ・アラブ民主共和国（西サハラ）、中華民国（台湾）については国家承認を行っていない。
領土問題に関しては、日本とは竹島（韓国名：独島）、中国とは蘇岩礁（韓国名：離於島）・間島の領有権を巡る問題を抱えている。

## 外交史
韓国は1948年8月15日の建国に伴い、1905年の第二次日韓協約締結以来43年振りに、独自の外交権を回復することとなった。韓国の環境的な条件は、外交を展開するうえで決して有利なものではなかった。伝統的に見る時、韓国の地理・政治・技術及び理念諸般の要素は、近代国家体制との競争ないし葛藤にある状況の中で、適応していくのに非常に不利だった。 このような環境的与件のため、韓国は国際環境を自国に有利するように改善する、若しくは他国に影響を与えたことより、むしろ相対的な制約性によって、外勢の影響を受けることの方が遥かに多かった。
大韓民国外交は、政府樹立以後国際社会の中で韓国政府の威信を押し堅めるのに、重要な役割を果たしてきた。特にアメリカ合衆国・日本・中華人民共和国・ソビエト連邦（ロシア）といった周辺4ヶ国との関係は、地政学的・歴史的な面から外交において最も比重を多く置くこととなった。韓国の独立と政府樹立、朝鮮戦争。そしてその後に展開された世界的な冷戦構造の形成と瓦解の過程は、韓国と周辺4ヶ国との関係にそのまま反映されてきた。従って、未だに冷戦構造が持続している朝鮮半島における南北間の平和共存、ひいては将来的に統一を果たすために、周辺 4ヶ国との協力関係を、どのように発展させていくべきかという問題は、これからも韓国外交の最重要課題であり続けるであろう。
朝鮮戦争以降、過剰なまでの反共主義イデオロギーに凝り固まっていた韓国の外交政策は、1972年の維新クーデターで権力基盤を強化した朴正煕大統領が1973年6月23日に発表した「平和統一外交宣言」（6・23宣言）で、共産圏を含む全ての国家への門戸開放が宣言されたことを期に、1986年アジア競技大会や1988年ソウルオリンピック開催などを通じて、より積極的で多角的な側面での外交を展開することとなった。また、1991年9月17日に朝鮮民主主義人民共和国（北朝鮮）と同時に国際連合へ加入したほか、1996年12月12日にはOECDに加入し、2010年には名目GDPが世界第15位となった。

### 第一共和国
韓国は東西間の冷戦が始まった初期に樹立された国家であることから、当時の韓国の外交政策は冷戦の様相をそのまま反映している。また、大韓民国の外交政策は朝鮮戦争を経ていたこともあって、強固なまでの反共主義路線が取られることとなった。初代大統領である李承晩の政権下（1948～60年）は、韓国外交政策の形成期である同時に試練期だったと言える。
1948年8月15日に朝鮮半島南部単独で大韓民国の建国を宣言して以降、最重要課題は各国から国家としての承認を受ける事だったが、李承晩政権下の外交政策の特徴は、
1. 徹底的な反共主義を標榜する外交政策。武力を以ってしてでも朝鮮民主主義人民共和国（北朝鮮）を打倒し、朝鮮統一を果たそうとする意志を持っていたが（北進統一）、アメリカの圧力により頓挫することとなった。
2. 中立国や中立路線を標榜する国家に対する敵対主義外交政策。
3. 徹底的な反日主義の標榜。日本との交流・貿易などを徹底的に排撃し、朝鮮戦争の日本参戦も拒否した。
4. アメリカを中心にした西側自由主義陣営国家との友好増進政策。第一共和国にとってアメリカは、最も心強い同盟国であると同時に、前述した武力による統一論に歯止めをかけたこともあって、不信の対象でもあった。
5. 国連の統韓決議案に対する絶対的な支持政策をとっていた。
6. 第一共和国は、李承晩ラインの設定とそれによる排他的経済水域の区画設定などにより、日本国及び中華人民共和国と幾度となく衝突を起こすこととなった。
7. 第一共和国は反共主義を前面に押し出し、アジア地域の集団安保構築に先導しようとした。

以上の政策を推し進め、大韓民国のみが朝鮮半島における唯一の合法政府であることを誇示するために、ハルシュタイン原則を採択した。

### 第二共和国
第一共和国時代の外交政策は、著しく柔軟性に欠けるものだったことから、日々刻々と移り変わる国際情勢に適応することが出来なかった。政権末期には、「国外の変化に対する感度が極端に鈍い」という半ば嘲りにも近い批判が噴出することとなった。だが、朝鮮戦争前後における朝鮮民主主義人民共和国（北朝鮮）や共産主義に対する恐怖感・危機感を考慮すれば、赤化統一の回避とナショナリズム（韓国の民族主義）の育成を成し遂げるうえで、前述のような政策を推し進めるのは、やむを得ない側面があったことも事実である。結局、韓国の外交政策に伸縮性が現れ始めたのは、1960年の四月革命によって大韓民国の学生と市民が李承晩初代大統領を退陣させた後だった。当時臨時内閣の首班と外相を兼任していた許政は、建国後初めて対日政策と対中立国政策の再調整に関する必要性を公言した。1960年8月に就任した張勉国務総理も、柔軟性のある外交政策の重要性を強調し、第一共和国時代のスローガンだった「北進統一」政策を撤廃した。これ以降、朝鮮半島の統一は国際連合憲章に即した、朝鮮半島の総選挙による平和的な統一政策が推進されることとなった。

### 第三共和国
許政過渡政府を引き継いだ第二共和国の張勉内閣の外交目標は、事実上移行されないまま朴正煕少将による1961年の5・16軍事クーデターを迎えることとなった。当時の軍事政権であった国家再建最高会議の革命公約に記載されていた外交政策の一部を見れば、経済成長の達成と反共体制の強化による、南北統一の達成を強調するなど、第一共和国時代の政策とは異なる一面を確認することができる。このような軍事政府の外交政策は、1963年に朴正煕が大統領に就任したことにより、更に鮮明になった。
第三共和国は、以下のような外交政策における目標を掲げた。
1. 積極的な多辺外交を志向し、中立路線を標榜している国家との外交関係樹立を目標にした。 アメリカは軍事クーデターにより政権を奪取した朴正煕に対して当初は懐疑的だったが、大韓民国国軍のベトナム派兵が実行されて以降は、一転して融和的な態度で接するようになった。アメリカがニクソン・ドクトリンによって、在韓米軍の規模を縮小して以降は、韓国は自主国防の為に、対米一辺倒から脱皮するべく試行錯誤を繰りかえすこととなった。韓国は1971年から非敵性共産国家との通商関係許容を宣言し、ハルシュタイン原則を全面的に廃止した。
2. 経済外交の強化を目標にして、韓国は西欧諸国との友好・親善関係を維持・強化する一方、経済開発計画の成就の為の経済外交を積極推進し、各国との資本協力及び技術協力関係を、より一層強化して通商関係を増進させることに尽力した。特に、西欧国家の中でも同じ分断国家である西ドイツとは、非常に緊密な関係を結ぶこととなった。韓国政府は、アルゼンチンの土地を買収し、海外農業投資をしたが、失敗に終わっている。
3. アメリカ合衆国の圧力と経済開発の資金の充当という動機で、野党と大学生達の反対を押し切り、佐藤栄作内閣総理大臣と日韓基本条約を批准、日本との国交正常化を果たした。
4. また、地域安全防衛体制を念頭に置いたアジア・太平洋理事会の創設を主導したが、他の加盟国の反対に遭い、文化及び経済協力機構に止まることとなった。

こうした一連の政策は、韓国の外交政策が現実路線に転換する大きなきっかけとなった。特に韓国の立場から見れば、1960年代～1970年代初頭は世界政治の激変期だった。

### 第四共和国
1970年代における共産主義諸国の状況の変化過程からは、「国内主義」（domesticism）から対外行為の選定へ方向転換を試みようとしていることを、顕著に感じることが出来る。1960年代後半期から表面化されている、東ヨーロッパの共産主義諸国の西側接近外交は、東西交流を通して自国の利益の追求することに直結している。ヨーロッパでは、互恵原則に即して各種の経済交流は勿論、文化的・人的交流による国家間の関係改善を積極推進していたことが、当時の東側諸国も含めた今日のEU形成の足掛かりの一つとなった。
一方、主導権争いを巡る中ソ対立と競合関係にあるソ連と中華人民共和国の対外政策も、1970年代に至って画期的に変化した。中・ソは共に対日・対米関係の正常化へ自身らの外交軌道を大幅に修正したのは勿論、その他のアジア・アフリカ・ラテンアメリカ及び西欧諸国との関係改善を急いだ。このような共産圏内部の多様な状況変化は、国際政治体系上一大転換期ともいえるものだった。勿論、短期的な展望で韓国が対共産圏外交の方向を急転換させるということは時期尚早という声も挙がったが、急激に移り変わり続ける国際情勢の中で、韓国の外交の方向はより伸縮性があり、かつ現実主義的な積極外交の断行のみが、韓国の国家目的を達成することが可能な道だと見なされるようになった。よって、韓国外交の多様性は、単純に双務的な政治協力または軍事的な同盟関係の強化のみを前提とする、地域機構への積極参加にのみ総力を動員するのではなく、そのような関係の為の外交を優先視しながらも、一方では国際政治体系の変動に敏感で幅広い外交感覚が必要だと見ることにある。

### 第五共和国
第五共和国は、反共の旗の下で日韓米による三角同盟を推進した。第五共和国は前政権に引き続き、親米一辺倒の政策を推進して、韓国においてアメリカは血盟関係とまで称される程の伝統的な友邦だった。このような政策は、学生達の反米主義運動を助長した側面もある。光州事件に対するアメリカの介入または幇助疑惑は、この時期学生運動の一テーマだった。日本とは、この時期に歴史教科書問題や在日韓国・朝鮮人による指紋押捺拒否運動など、摩擦も発生することとなった。北朝鮮に対しては、民族和合民主統一方案と南北首脳会談を申し入れたが、北朝鮮はラングーン事件や大韓航空機爆破事件を起こすなど、一貫して敵対的な態度をとり続けた。西ヨーロッパとは政治的イシューが小さく、経済・通商面での交流がメインとなった。

### 盧泰愚政権の北方外交
外交における盧泰愚政権の5年間は、「北方外交」（北方政策）と呼ばれる外交政策を通して、一段と量的な面で、韓国外交を先進国水準にまで引き上げる成果を修めたこともあり、概ね成功だったという評価を受けている。しかし、北方政策の成功は盧泰愚政権の努力の結果と言うより、国内外における外交環境のお膳立てによる部分が大きかった、と評する声も多く聞かれる。盧泰愚政権期に韓国の対共産圏外交は、朝鮮戦争以降共産圏諸国とは敵対的関係を形成した、既存の外交政策から新しい転機を迎えることとなった。第五共和国までの北方外交は、殆ど足踏み状態にあり、交易・通商分野も間接的若しくは第三国を介入させた形式の些細な規模だったことと比較すれば、第六共和国の発足と同時に北方政策が加速されたことは、非常に望ましいことだった。
1988年7月7日に、盧泰愚大統領は「民族自尊と繁栄のための大統領特別宣言」(7 ・7宣言)の中で、南北間に民族共同体関係を発展させて行くことなど 6項目原則を宣言したうえで、社会主義国との関係改善の意思を明らかにした。盧は「朝鮮半島の平和を定着させる与件を造成する為に、北朝鮮がアメリカ・日本など我が友邦との関係を改善するのに協調する用意がある。また我々はソ連・中国を含めた社会主義諸国との関係改善を追い求める」と表明した。
ソ連をはじめとする共産圏諸国の1988年ソウルオリンピック参加が実現したことが、これらの国々との本格的な外交関係樹立に踏み切るきっかけとなった。1988年8月にはハンガリー人民共和国と常駐代表部設置協定を締結し、10月にブダペストに駐ハンガリー韓国代表部が開設され、翌1989年2月に国交を樹立した。それを皮切りに、その他の東欧諸国やモンゴルとも国交を樹立するようになり、1990年9月にはソ連と国交を樹立し、翌1991年9月には北朝鮮と同時に国連に加盟した。
1989年1月7日の大喪の礼の際には、姜英勲国務総理を政府特使として派遣した。
1992年8月には、盧泰愚が韓国の国家元首として初めて中華人民共和国を訪問し、江沢民総書記や楊尚昆国家主席らと会談、国交を樹立し、同時に「一つの中国論」に従ってそれまで友好関係にあった中華民国（台湾）と国交を断絶した。同年にベトナム社会主義共和国とは大使級外交関係を樹立した。「北方外交」の成果は、 1970年代末の中国における実用主義路線採択、冷戦体制の終焉と脱イデオロギー時代の始まり、ソ連のペレストロイカとそれに誘発された東欧諸国の政治・経済改革及び開放などの国際情勢の変化に、韓国における経済成長と民主化宣言の実現という国内情勢変化がかみ合った結果だと言える。ただ、急変する情勢変化に国がもう少し早く向き合い、その主体が政府や政権与党に止まらず、情報開放や国民的意思の結集によるものだったら、と惜しむ声も聞かれる。

## 国際環境の変化と韓国外交
国際環境と国家間の関係において、韓国の様な大国に包囲されている国の場合、影響を与えるより受ける傾向が強く、外交政策を決めるにあたって、選択の範囲が極めて限定されてしまいがちになる。韓国の外交政策は、理念的要因や地政学的要因、国家の建設過程で受容せざるを得なかった外勢の介入、そこから派生した国家の性格と行為範囲の制約など、国際環境から投入される様々な制約を受けている。しかし、国際環境の変動過程で国家の安全保障及び威信、国民の経済福祉、民族統一など国益を極大化する為の外交政策の決定者達による一連の努力を注視すると、韓国の外交政策は次のような特徴を見せている。
1. 韓国の外交政策で理念の重要性があからさまに弱化した。すなわち、建国後から6・23宣言まで韓国の外交政策は反共理念によって強力に支配されてきた。しかし、韓国経済の高度成長と国力伸張によって南北朝鮮間の力学関係が逆転し、国際環境の脱理念化動向によって、1970年代から経済実利に比重を大きく置きながら、外交政策で脱理念化が明らかな特徴として現われている。特に、最近の変化は国際社会の構造的変化も大きく作用したが、韓国国民の民主化運動による政治体制全般の民主化の影響も大きいと見られる。従って、外交政策の決定過程と内容も合理的モデルに収斂されるであろう。
2. 内容の多様化がなされた。即ち、生存に直接的に関わる安保問題だけでなく、国民福祉に関わる経済・通商問題、国家の威信に係る文化・体育、産業化の進展と国際社会での活動領域拡大による資源・環境問題など、建国初期より外交政策の内容が豊かになった。
3. 国交を持つ国の多様化がなされた。アメリカ一辺倒から、日本・ヨーロッパ・中東・アフリカ・東南アジア・旧社会主義圏国家など、多くの国と国交を持つようになり、その国々との外交関係がより緊密になった。
4. 外交の主体が一方では専門化されながら、同時に非政府単位の機関の役目が重要視される、多元化現象が見受けられるようになった。即ち、外交事案が複雑になり、外交活動領域の拡大化に伴い、専門職としての外交官の役割も重視されるが、該当の領域の民間外交活動の活性化もはっきりと確認される。近年の権力と機能の分散化により、この様な傾向は更に進むことが予想されている。
5. 外交政策において、世論及び市民団体の声が反映されるようになった。即ち、外交政策の内容が国民の日常生活と利益に直接関わる事案にまで拡大し、民主化による政治体制の投入機能が伸長されたことにより、特定外交事案に直接的・間接的に関わる国民の立場が政策決定に反映されるようになった。
6. 韓国が国連に加入して平和維持軍を派遣するなど、国際舞台において主体的な役割を果たすことにより、徐々にではあるが国際社会での存在感を増すようになった。そして、対日・対米外交でも過去より主体的力量が大きく伸長されるようになった。

しかし、韓国の外交政策はこのような肯定的変化とともに、次のような課題も抱いている。 朝鮮半島における平和定着と、民族統一という最終的な目標を果たす為に、北朝鮮との平和共存の制度的装置を確保しなければならないことである。この様な観点で、南北基本合意書が実践性を確保することが出来るように、対北朝鮮及び対外政策を展開することが課題とされている。そしてその間、米韓同盟が朝鮮半島での戦争防止に寄与した部分があったのかは定かではないが、冷戦体制の崩壊やソ連・中国との修交など、安保環境が僅かな年数の間に大きく変化し、南北朝鮮関係が真正な平和共存を追い求めるほど、米韓同盟は限界点を現わすしかないと考えられる。従って、北東アジア多者間安保協力の為の制度的装置の準備にも、外交的努力を傾注しなければならないであろう。
また、経済・通商部門で国際競争力を強化させる為には、官民合同で総合計画を樹立し、合作投資・技術・資本進出などを推進するのに必要な全方向外交を展開しなければならない。現在、韓国の対外政策で一番微弱だった部門として、文化外交が挙げられている。そのことから、韓国が国際社会で占めている地位や国際市場シェア、商品の等級を考慮すると、日本などに打ち勝つ為にも革新的な努力が求められている。
2015年5月3日のソウル大学統一平和研究院のソ・ボヒョク教授によれば、韓国政府は「対北・対日外交では“創造外交”が不足している」と指摘している。

### 対国連政策の変化
韓国の対国連政策は、1960年の第15回国際連合総会でインドネシアが申し入れた南北朝鮮同時招請案を契機に、試練が続くこととなった。韓国は国連で北朝鮮の韓国問題討議を長らく封鎖することに成功したが、このような提案が問題にもならなかった1960年度以前の国連外交と比較すると、非常に対照的である。
第15回国連総会で、アメリカ合衆国国際連合大使のアドレー・スティーブンソンが提案した「スティーブンソン案」には、北朝鮮の韓国問題討議に参加することの前提条件は、あくまでも北朝鮮が国連の権威と権能を受諾しなければならないことだ、と記述されていた。北朝鮮はこのような提議を拒否することによって、国連での韓国問題討議に参加することができなかった。このような状況変化に従って、1960年に調整された韓国の対国連政策は、1971年になって再調整されることとなった。韓国は、第26回国連総会の時から運営委員会を通じて韓国問題討議の延期をそそのかし、第27回総会でも同じ方法を採択して韓国問題討議を延期させることに成功した。このような政策の成功は、南北朝鮮赤十字会談の進行に障害を与えてはいけないと考えた多くの加盟国が、国連で韓国問題を討議する場合、南北間には新しい緊張の発生する恐れがあると判断することにより、可能になったと一般的に解釈されている。従って、国連での韓国問題討議は、予測が難しい状況下に置かれている。
1970年代に入ると、第二次世界大戦以降享受してきた国連による単一合法政府という特権が形骸化されるようになった。年例行事のように朝鮮半島問題が上程され、韓国側に有利な決議案を通過させた国連が、 1973年には投票権は与えなかったものの北朝鮮代表を参加も認め、「国連朝鮮統一復興委員会」（UNCURK）解体を合意・採択させ、1975年には西側の在韓国連軍駐屯案と、東側の国連軍撤収決議案が同時に通過される事態までもたらせた。世界外交舞台の足場にしていた国連における自国を取り巻く状況が大きく変化すると、韓国は初めから国連での朝鮮半島問題討議を阻止する政策を広げようとした。ただ東側で先に韓国に不利な決議案を提出する場合は、これを阻止させる為に別途の上程案を提出することが、当時の韓国の国連外交の基本姿勢だった。

## 各国との関係

### 地域協力・地域間協力
- 国際連合
- アジア太平洋経済協力（APEC）

環太平洋を中心とした経済協力のフォーラム。アメリカ同時多発テロ事件 以後は、政治的要素も。
- 東アジア共同体

ASEAN+3を中心とした経済共同体。
- G20
- アジア欧州会合（ASEM）
- 六者会合
- 環太平洋パートナーシップ協定（TPP）

### 東アジア

#### 朝鮮民主主義人民共和国
北朝鮮 :大韓民国は1950年6月25日の朝鮮戦争勃発以降、朝鮮民主主義人民共和国（北朝鮮）と敵対的な関係にあった。李承晩初代大統領は「北進統一」に固執したために1953年7月27日の朝鮮戦争休戦協定に大韓民国の要人は署名せず、休戦以後も南北関係は敵対的であった。1960年に四月革命 (韓国)によって李承晩政権が打倒された後、朝鮮民主主義人民共和国の金日成首相は同1960年8月14日に「連邦制統一案」と両政府代表による「最高民族委員会」の樹立を提唱し、南北朝鮮の平和統一を大韓民国に提示したが、張勉首相がこの案を検討しないまま翌1961年に5・16軍事クーデターによって朴正煕少将が実権を握ったため、本格的な南北対話は1972年7月4日の南北共同声明による関係改善のムード以後となった。1979年10月26日の朴正煕暗殺事件後、「ソウルの春」と呼ばれる民主化の雰囲気が充満した束の間、翌1980年に5・17非常戒厳令拡大措置によって全斗煥将軍が実権を掌握し、大韓民国に軍事政権が樹立されると、朝鮮民主主義人民共和国の金日成主席は同1980年10月10日に「高麗民主連邦共和国」創設を提唱し、南北両政府の政治体制の差異を乗り越えた連邦制による朝鮮統一を提唱した。しかしながら、南側が軍事政権にあった時期にも北側は青瓦台襲撃未遂事件やラングーン事件、大韓航空機爆破事件などの「対南工作」と国家テロリズムを起こしている。また、南側による「北派工作員」派遣の中で、実尾島事件が発生している。
1998年に発足した金大中政権は「太陽政策」を推進し、2000年の南北首脳会談では6.15南北共同宣言が締結され、離散家族再会、金剛山観光地区や開城工業地区などの設置が実現するに至った。2003年に発足した盧武鉉政権では、北朝鮮と対話を試み、2007年8月に両国は第2回南北首脳会談を朝鮮民主主義人民共和国の首都平壌で行うことで合意したが、北朝鮮で起きた水害被害によって10月 2日～4日に延期されることとなった。他方、太陽政策期にも朝鮮民主主義人民共和国は1999年、2002年の二度に亘る延坪海戦、大青海戦など度々挑発行為を繰り返した。中でも一番重要な事項である北朝鮮核問題は、周辺各国にとって重大な懸案事項となっている。
2008年に成立した李明博政権は、金剛山観光客銃撃事件や2009年のミサイル発射実験などもあったことから、北朝鮮に対して比較的冷ややかな態度をとり続けている。そんな中、2009年3月には開城工業団地で現代峨山職員の身柄拘束事件が起き、8月に現代グループ会長の玄貞恩が北朝鮮を訪問したことにより、同職員の釈放が実現した。17日に玄は金正日総書記と会談し、現代グループと北朝鮮の間で、金剛山・開城観光の再開や南北離散家族再会等の5項目が合意された。8月21日には、金大中元大統領の逝去に伴い、北朝鮮からの弔問団が訪韓した。葬儀後、弔問団は李明博大統領と会談を行い、南北首脳会談開催の可能性が言及された。9月26日には、李明博政権下で初めての離散家族再会事業が金剛山で行われ、再び南北首脳会談開催の可能性が言及された。
しかし、2010年3月26日の天安沈没事件や11月23日の延坪島砲撃事件により、南北関係は緊張状態に陥ることとなった。国際社会からの共感を受けた韓国政府は、統一部を通して2010年11月25日に予定されていた南北赤十字会談の無期限延期を発表し、李明博大統領も国民向けの談話として、軍事的な対応も辞さない立場を表明した。対する北朝鮮も、朝鮮人民軍最高司令部声明として「南が、我が領海で射撃訓練を行う無謀な挑発行動を取った。この為、我々はこれに対して断固たる軍事的措置を取った。今後も、南が、我が領海に侵犯するならば、無慈悲な軍事的打撃を続けるだろう」と警告、さらに「我々が設定した境界線だけが存在する」とも述べた。

#### 日本
日本: ここで言う日韓関係は、大韓民国（南朝鮮）と朝鮮民主主義人民共和国（北朝鮮）を含めて、古代からあった日本列島と朝鮮半島の間の外交・文化・経済などの交流と接触を表す。両地域に中央集権的な政治体制が生じた三国時代（日本で言う飛鳥時代）以来、日本と朝鮮は政治的・文化的・経済的交流を持ち続けた。両国の交わりは、仏教・儒教など宗教や農作物の伝来など平和的な交流が主だったが、1910年の韓国併合などといった経緯もあり、これらのことからも、現在でも韓国では根強い反日感情が残っている。

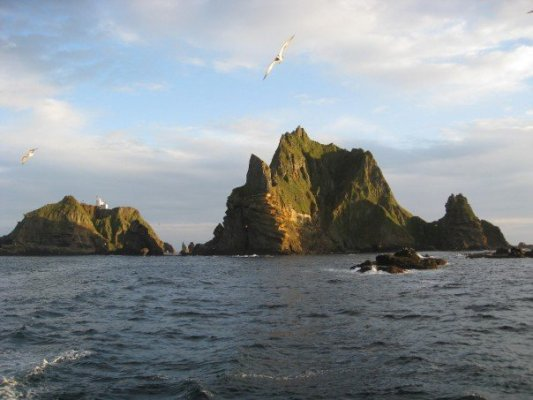
日韓両国が領有権を主張している竹島（韓国名：独島）

朝鮮は日本との外交を、基本的には交隣政策と執ってきた。だが、高麗末期から倭寇は朝鮮半島の海岸地帯で侵犯・掠奪を繰り返した。仏教国であった高麗国が滅亡し、1392年に建国された儒教国、李氏朝鮮時代になると、水軍の軍事力を強化させる為に、性能が優れた大砲と戦艦などを大量生産するなど、倭寇掃討に努力した。しかし、それ以降も倭寇の掠奪が続くと、これを強力に戒めるべく、1419年に太宗上王は倭寇の地盤である対馬への侵攻を行った（応永の外寇）。この事件により、前期倭寇は衰退し、両国間の関係は和解した。朝鮮側は釜山や蔚山など一部の港を制限的に開港し、通商交流を行った。以後、朝鮮は日本に通信使を派遣し、友好的関係を維持して続けてきた。しかし、以降も乙卯倭変や文禄・慶長の役など、日本による朝鮮への侵略行為は続くこととなった。17世紀から18世紀にかけて通信使を通した交流が続いたが、その後は、1910年8月29日の日韓併合に伴い、朝鮮半島は日本の一部に編入され、1945年の朝鮮解放まで日本統治に置かれることとなった。
1945年に第二次世界大戦後が終結し、朝鮮半島南部は在朝鮮アメリカ陸軍司令部軍政庁の直接統治を経て1948年8月15日の大韓民国が建国された後、初代大統領に就任した李承晩は、強烈な反日感情の持ち主であったことから、1952年には一方的に「平和線」（李承晩ライン）を設定して、日本の操業漁船を拿捕し、日本側に死傷者を出したほか、1959年には在日朝鮮人の北朝鮮帰国事業を妨害する為に、日本へ工作員を送り込み新潟日赤センター爆破未遂事件を起こすなど、両国間の関係は険悪になった。
だが、大日本帝国の帝国陸軍士官学校57期生として教育を受け、後に親日派だと看做されている朴正煕少将が1961年に5・16軍事クーデターで「国家再建最高会議」を樹立した後、1963年に第五代大韓民国大統領に就任すると、朴正煕大統領は1965年に日本国の佐藤栄作内閣総理大臣との間で「日韓基本条約」を批准し、正式に国交が樹立され、両国は互いに首都東京とソウルに大使館、札幌・仙台・横浜・新潟・名古屋・大阪・神戸・広島・福岡と釜山・済州に総領事館を、それぞれ開設している。
1972年に維新クーデターによって権力基盤を強化した朴正煕軍事政権下における韓国では、反日教育を実施する一方で、政府の手によって国民の反日感情を抑制する方針をとってきたが、1973年8月8日に大韓民国の民主化運動家金大中が日本国内で大韓民国中央情報部（KCIA）によって拉致された事件（金大中事件）は大韓民国の反朴正煕政権運動を高揚させ、日本に於いてもKCIAの工作は日本国の主権侵害であるとの声が高まり、日韓関係は悪化、更に翌1974年に当時国民的人気が高かった朴正煕大統領夫人の陸英修が、在日朝鮮人の文世光に暗殺される事件（文世光事件）などにより、度々大規模な反日運動が展開されることとなり、文世光事件の際には在韓日本国大使館職員に撤収準備の指示が出されるなど、国交断絶寸前といった事態にまで至った。
1998年に成立した金大中政権下で、日本の大衆文化の流入制限が緩和され、2002年のFIFA ワールドカップでは、両国による共同開催がなされ、日本に親近感を持つ人の割合が増加した一方、民主化が進むのと同時に反日感情も浮上するようになった。2003年2月25日に発足した盧武鉉政権下では、日本に対して強硬な外交が展開され、竹島問題や歴史認識問題では強硬姿勢に臨み、反日運動が活発に行われた。
小泉純一郎や安倍晋三らが首相に在任している当時は、日韓シャトル外交が靖国神社参拝問題などによって中断されるなど、両国関係は暫くの間冷え込むこととなった。しかしアジア外交を重視する福田康夫内閣の成立と、日韓関係を重視する李明博が大統領に就任したことに伴い、両国は関係の改善に乗り出し2008年4月には2年10ヶ月振りにシャトル外交が再開された。李明博政権は、前政権で悪化した日本との関係を修復し、比較的穏健な姿勢に臨む方針を窺わせている。
両国間には外交的懸案が多い。竹島（独島）については、両国がともに「歴史的に自国固有の領土である」と主張しており、未だに解決の糸口は見つかっていない。また、日本海呼称問題や日本における歴史教科書問題も長年の懸案事項となっている。
一方で「マンガ 嫌韓流」がベストセラーになったことや、インターネット掲示板「2ちゃんねる」（主にハングル板）での韓国に対する批判的な論調、2011年のフジテレビ騒動・フジテレビ抗議デモなどに代表される、嫌韓感情の高まりも指摘されている。
2021年時点での大韓民国の対日輸出は305億2,900万ドル、日本の対韓輸出は546億400万ドルに達しており、韓国にとって日本は第4位の輸出国、第3位の輸入国となっている。
両国は近い距離に位置していることもあって、2017年に両国を往来した人間の数は約945万人となっている。

#### 中華人民共和国
中華人民共和国: 朝鮮半島と中国の関係は非常に歴史が深い。高句麗・百済・新羅は中国の梁・唐などと文化・貿易交流をした。高麗は、政治的に宋と密接な友好関係を結びながら、北方民族を牽制した。また、両国は頻繁な交易を通じて、互いの文物を交換した。李氏朝鮮時代の伝統的な外交政策の一つに、明・清など中国の王朝に対して事大主義を取っていたことが挙げられる。朝鮮王朝と中国の王朝が実質的に紐帯を結ぶようになることは、朝貢と回賜の形式を通じた両国の間の接触であった。
1949年10月1日に建国された中華人民共和国は、1948年9月9日に建国された朝鮮民主主義人民共和国（北朝鮮）と強い友好関係を保ち、朝鮮労働党には朴一禹、武亭、方虎山ら中国共産党、及び八路軍に所属して抗日闘争を戦った朝鮮人共産主義者が延安派として1956年の8月宗派事件まで一定の勢力を保っていた。1950年6月25日の朝鮮戦争の勃発後、怒涛の南進を続ける朝鮮人民軍は大韓民国政府を臨時首都、釜山まで追い詰めたが、ダグラス・マッカーサー元帥率いる国連軍の参戦によって大韓民国は勢力を挽回、李承晩大統領の「北進統一論」によって開戦前の事実上の国境線であった38度線を北上し、大韓民国国軍は一時中朝国境の鴨緑江にまで到達したものの、中華人民共和国の毛沢東主席は朝鮮戦争参戦による「抗美援朝」（「美国に抗して朝鮮民主主義人民共和国を援ける」ことの意）を決意し、彭徳懐司令官率いる中国人民志願軍（抗美援朝義勇軍）は朝鮮人民軍と共に国連軍及び大韓民国国軍を38度線まで押し戻した。中朝連合軍と国連軍は1953年7月27日にそれぞれの代表であった南日朝鮮人民軍大将とウィリアム・ハリソン・Jrアメリカ軍中将の間で朝鮮戦争休戦協定を署名した。
大韓民国と中華人民共和国は、1980年代末頃から自由な相互訪問を開始し、学術や言論の分野だけでなく、朝鮮戦争の影響で中国に移住した朝鮮族と韓国国内に住む彼らの家族による、離散家族交流が可能になった。1992年8月に大韓民国は「一つの中国論」に従って中華民国（台湾）と断交し、中華人民共和国と国交を樹立した。両国は互いに北京とソウルに大使館、成都・広州・上海・青島・瀋陽・西安・武漢・香港と釜山・光州に総領事館を、それぞれ開設している。
2010年時点での韓国の対中輸出額は1168億3783万米ドル、中国の対韓輸出額は715億7360万米ドルに達しており、韓国にとって中国は輸出額・輸入額とも第1位という、最大の貿易相手国となっている。一方、韓国の対香港輸出額は252億9434万米ドル、香港の 対韓輸出額は19億4593米ドルに達しており、韓国にとって香港は第4位の輸出国、第32位の輸入国となっている。
200万人弱の朝鮮族、特に間島と呼ばれる吉林省延辺朝鮮族自治州に住む朝鮮族は韓国と活発に交流している。韓国籍の男性で国際結婚をした者の妻の出身国で、最も多いのは中国国籍となっている。
1997年頃から、中国政府は国家プロジェクトとして「東北工程」を推進し、高句麗は中国人の国家であり、中国史の地方政権だったという歴史研究の成果を国内外に向けて発表し、蘇岩礁周辺海域は自国の排他的経済水域であると主張し、両国間における外交問題に発展している。
2016年7月8日、韓国国防省と在韓米軍がTHAADミサイルを在韓米軍に配備することを最終的に決定したと発表したことに対し、中国は「強烈な不満と断固とした反対」を示し、中国で「禁韓令」「限韓令」と呼ばれる反韓政策が起き、韓中関係が急速に冷え込んだ。2017年10月、韓国政府は事態を鎮静化させるため、「アメリカのミサイル防衛（MD）システムに参加しない」「THAADミサイルを追加配備しない」「韓米同盟を韓米日三国同盟にしない」といういわゆる「三不（3つのノー）」を中国政府に誓約した。これに対して保守系『朝鮮日報』は、「国の主権はもちろん、将来の軍事主権の侵害まで認めた国家的な恥さらし」「中国に安全保障の主権を差し出す衝撃的な譲歩」「自国の安全保障政策まで縛られるという異常な状態」「自らの手足を鎖で縛るような合意に応じる国は世界のどこにもない」「なぜ自分たちを守る武器の追加配備はしないなどと第三国と約束するのか。米国のMD参加や他国との軍事同盟もわれわれ自ら決めることであり、中国の許可を受けるべきいわれなどない」「この主権放棄だけは必ず撤回しなければならない」「経済報復を恐れて主権を譲り渡してしまえば、次は屈従段階に入る」と猛反発している。文在寅大統領は中国に誓約した「三不（3つのノー）」の合意をレトリックではなく、実際に誠実に遵守・履行しており、「中国の走狗」の役割に忠実であるという評価があり、2017年9月の国連総会での韓国・アメリカ・日本の首脳らによる午餐の際、文在寅はトランプ大統領と安倍晋三首相の面前で「日本は我が国の同盟国でない」（＝韓・米・日の軍事同盟の不可）と宣言し、2017年11月11日に開始された原子力空母を3隻を投入した日本海での韓国軍と米軍による合同演習でも、中韓の合意である「三不（3つのノー）」の一つである「日米韓の安全保障協力を軍事同盟に発展させない」に基づき、日米韓3か国による演習は拒否して日米と米韓で共同訓練を分けることを決定した。しかし、韓国政府が中国政府に「三不（3つのノー）」を誓約してから2年が過ぎた2019年11月現在でも、産業、観光、公演、ゲームなどほぼ全ての分野で報復が続いており、実際は報復をやめさせることができないばかりか、韓国の安全保障政策まで縛られるという異常な状態が続いているという指摘がある。
中国が高圧的態度でこのような措置を取るのは、「大国（中国）は小国（韓国）をのぞき見してもかまわないが、小国は大国をのぞき見してはならない」という中華思想の発露という指摘があり、2017年に中国は、THAADの慶尚北道星州郡配備に先立ち、韓国に対して「小国が大国に対抗してもよいのか? 配備されれば断交水準の苦痛を覚悟すべきだろう」と韓国を脅している。韓国のTHAADの探知距離は800キロしかないが、日本の京都府と青森県に配備されているAN/TPY-2レーダーの探知距離は4000キロであり、中国の大部分を探知しており、中国は日本の京都府と青森県に配備されているAN/TPY-2レーダーが朝鮮半島を越えて、中国内陸部まで監視していることは、沈黙しながらも、韓国のTHAAD配備のみ強く反対し、限韓令を発動している。実際、2017年4月3日『人民日報』は「韓国のTHAAD配備が引き起こす混乱がおさまらない状態で日本まで続いている」としながらも、「日本のTHAAD配備は、韓国とは性質が違う」と報じており、『人民日報』のインタビューで中華人民共和国外交部傘下の外交学院の周永生教授は、「日本は自発的にTHAADを導入するものであり、実際に日本の自衛隊の軍事防衛能力を高めようとするもの」「日本のTHAADは防御のための盾」と述べており、韓国のTHAAD配備には強く反対し、限韓令を発動する一方で、日本のTHAAD配備は認めるというダブルスタンダードを取っている。
2017年4月6日にフロリダ州で米中首脳会談が行われたが、その際に中国の習近平総書記（国家主席）が「朝鮮半島は中国の一部だった」と発言したことをアメリカのドナルド・トランプ大統領が明らかにした。ドナルド・トランプ大統領は、「習近平主席が中国と朝鮮半島の歴史について話した。数千年の歴史と数多くの戦争について。朝鮮は実は中国の一部だった」「朝鮮は実際に中国の一部だった（Korea actually used to be a part of China）」「習主席から中国と韓国の歴史について聞いた。北朝鮮ではなく韓半島全体の話だった。（中国と韓国には） 数千年の歳月の間、多くの戦争があった」「（習主席の歴史講義を）10分間聞いて（北朝鮮問題が）容易ではないことを悟った」と語った。これに対して、韓国の保守派から「（中国は）実際は手段や方法に関係なく隣国に対する覇権を追求してきた。習主席は米国のトランプ大統領に『韓半島は中国の一部だった』という妄言まで口にした。それが彼らの本心だ。中国共産党と習主席はその属性からして覇権を追求し、暴力的かつ反民主的で反人権的だ」という中国を露骨に警戒する意見が出ている。
2017年12月13日、韓国の文在寅大統領が中国を国賓として公式訪問したが、同年に訪中したフィリピンのドゥテルテ大統領やアメリカのトランプ大統領への厚遇と比較して、冷遇されたと報じられた。2017年12月15日、北京大学で講演した文在寅大統領は、「韓国も小さな国ではありますが、その夢（中国の夢）を共にします」「中国の夢が中国のみの夢でなく、アジア、ひいては全人類が共に夢見るものとなることを望みます。韓国もその夢を共有するでしょう」と語り、中国を「大きな峰」と称え、韓国を「小さな国」と頻繁に強調したが、『朝鮮日報』は、中国政府からぞんざいに扱われ、意図的な冷たい仕打ちを受けているのに、自らを卑下していると批判しており、鈴置高史は「覇権主義を隠さなくなった中国におべっかを使ったのです」と評している。このような文在寅大統領の中国への「おべっか」にもかかわらず、2017年12月26日『ウォール・ストリート・ジャーナル』は、「2017年12月20日に中国政府が北京と山東省に限り部分的に解除した限韓令が復活している」と報じており、「これらの騒動は文大統領の訪中終了後に起きたものであり、外部からは同大統領の訪中効果を疑問視する見方も出ている」「両国関係には改善の兆しが見られるものの、構造的な矛盾はまだ解決されておらず、衝突はたびたび起きている」と報じている。

#### 中華民国（台湾）
中華民国: 大韓民国は中華民国（台湾）にとってアジアにおける最後の修交国だった。台湾と大韓民国の関係は、反共主義という点で協力関係にあったほか、朝鮮と台湾は共に日本の植民地支配を経験していたこと（日本統治時代の台湾）など、歴史的背景が似ている。
冷戦中、両国は強い同盟関係にあった。中国国民党の蔣介石が毛沢東率いる中国共産党に大陸を追われて台湾に撤退してから、1988年まで大韓民国は本土の中華人民共和国を「中共」、台湾の中華民国を「自由中国」または「国中」と呼称して区別していた。朝鮮戦争の際、中華人民共和国は中国人民志願軍（抗美援朝義勇軍）を派遣し、中朝国境の鴨緑江にまで達した大韓民国国軍を38度線まで押し戻すなど積極的に北朝鮮、朝鮮民主主義人民共和国を援助し、中華民国（台湾）も大韓民国を援助した。
1992年8月の「一つの中国論」に基づく大韓民国と中華民国（台湾）の国交断絶以後は、台北とソウルに互いの代表部が開設されている。
2011年時点での韓国の対台湾輸出額は182億0596万米ドル、台湾の対韓輸出額は146億9358万米ドルに達しており、韓国にとって台湾は第6位の輸出国、第11位の輸入国となっている。2010年12月の時点で、3,968人（在外国民3,548人、市民権者420人）の韓国人が台湾に居住している。

#### モンゴル
モンゴル: モンゴル国は現在、南北朝鮮両国と国交を結んでいる。モンゴル人民共和国は朝鮮民主主義人民共和国と1948年に国交を樹立したが、大韓民国とは、モンゴルが共産主義国であったことから、長らく国交が無いままだったが、1990年3月26日に国交を樹立した。ウランバートル市内を走る車の多くが韓国製であるほか、約2,000人の韓国人がモンゴルで学校・病院・企業などを運営している。特に、近年韓国政府が何度も公開的に資源外交の重要性を力説して以降、韓国企業の資源開発投資ラッシュが始まったが、最も代表的な投資地域のうちの一つがモンゴルとなっている。2011年8月22日に、韓国とモンゴルの首脳は、両国関係を「包括的パートナー関係」に格上げし、エネルギー・資源分野の協力を大幅に強化することで合意した。
一方で、モンゴルを訪れる韓国男性の70%以上が買春ツアーを目的としており、モンゴルでは韓国人が経営する売春目的のカラオケバーが確認されているだけで50軒以上にのぼり深刻な問題となっている。モンゴル政府は韓国人による買春ツアーを取り締まるために売春取締法を強化しているが韓国人の経営する売春目的のカラオケバーの活動を縮小させることができていない。また、取締りを逃れるために乗馬クラブやマッサージ店での買春が増加している。空港を降りるとそのまま買春乗馬クラブに直行する姿などが目撃されている。モンゴル人は韓国人の無法行為によって強い反韓感情を持っている。さらに、モンゴルでは韓国の暴力団が幅を利かせており、韓流を利用した就業詐欺、マンションを建てるといって金を騙し取る等の詐欺が続出しており、嫌韓感情が急激に高まっている。そのため世論調査では韓国は嫌いな国の第2位である。
横綱の朝青龍が第1子誕生を報じた2003年4月8日の『日刊スポーツ』の記事に憤慨し、2日後茨城県内の巡業先でその記事を書いた韓国人の記者を「バカ野郎!」「このクソ外人!」「キムチ野郎!」と罵倒したことがある。また、韓国で開催された2014年アジア競技大会におけるボクシング男子バンタム級のモンゴル選手と韓国選手の試合において、モンゴル選手の優勢ともみえる試合だったが、3-0で韓国選手の勝利となったが、この試合に対して朝青龍がTwitter上で激怒し、「こんな感じですが、モンゴル選手負けた!! 血だらけの韓国選手」とツイートし、上記の判定直前と思われる顔面血だらけの韓国選手と右手を挙げるモンゴル選手の写真をアップして「アジアゲーム仁川! ボクシング3ラウンド モンゴル勝っているのに韓国選手に手上がり!! キムチやろう!!」などの発言を繰り返した。
鉱業と並んで、モンゴル経済を支えているのは外国への出稼ぎ労働者からの送金である。非公式ルートからの送金を含めると、モンゴルのGDPの10%以上が出稼ぎ労働者からの送金と見積もられる。モンゴル人の最大の出稼ぎ先は韓国である。2007年現在で、韓国には公式統計で2万5000人のモンゴル人が住んでいる。これはモンゴルの総人口の約1%にあたる。国の総人口の半数は20歳以下と60歳以上であるから、韓国にはモンゴルの労働人口の2%が住んでいる。韓国で働くモンゴル人の約4割が正規の雇用契約がない状態で働いており、そのため劣悪な条件で働かされたり、勤務中の怪我や死亡事故に対する補償がないこともある。このようなケースはモンゴルの新聞に悲劇的に掲載される。また、韓国は大企業から零細企業まで、モンゴルで事業を行っている。2005年末の統計では、旅行者以外で、モンゴルに長期滞在している韓国人は2000人以上いる。これは同様にモンゴルに長期滞在している日本人の約7倍にあたる。2005年末に中国系・韓国系のスーパーやホテルを襲撃する事件を起こしたダヤル・モンゴルなどの極右団体が中国に加え、韓国を排斥の対象にしているのは、韓国とモンゴルの急激な関係拡大と深化がある。出稼ぎを通じ、個人的な経験として韓国と交渉を持つ人が多いため、より感情的な反応が目立ち、韓国経済や文化の影響が大きいからこそ、モンゴル人の民族主義的な反応が先鋭化している。
アメリカ合衆国国務省は2010年の春以降、モンゴルで「外国籍の人間に対する排外主義的襲撃事件が増加している」「こうした国粋主義団体は、アジア系アメリカ人を中国人や韓国人だと誤解し、突然襲撃することが多い」との渡航情報を出している。アメリカ合衆国国務省のウェブサイトは「nationalist groups frequently mistake Asian-Americans for ethnic Chinese or Koreans and may attack without warning or provocation. Asian-Americans should exercise caution walking the streets of Ulaanbaatar at all times.（モンゴルの民族主義者がアジア系アメリカ人を中国人や韓国人と間違え、警告・挑発なしに頻繁に攻撃しているので、ウランバートルの街中を歩くアジア系アメリカ人は常に注意すべきである）」と注意を呼び掛けている。
韓国で開催された2014年アジア競技大会の公式ブログがモンゴルを「Momgolia－China」と表記したり、モンゴル選手たちに対する酷い対応があったとし、韓国に対する感情が悪化しているとされ、在モンゴル大韓民国大使館は「韓国に対する視線が厳しくなっている」「反韓感情の高まりが懸念される。なるべくモンゴル人とアジア大会に関する議論は避けるように」と注意喚起する文章をホームページを掲載するに至った。

### 東南アジア

#### カンボジア
カンボジア: カンボジアとは1970年8月に国交を樹立したものの、1975年にクメール・ルージュが政権を掌握したことをきっかけに、以降約20年間に亘って断交状態にあった。
だが、1993年にフン・セン首相が韓国を訪問し、1997年に駐カンボジア大使館が開設され、現在韓国はカンボジアに最も影響を及ぼす国の一つにまでなっている。首都プノンペンに42階建ての高層ビルを建築し、プノンペン郊外に20億ドル規模の新興都市を建築中である。

#### シンガポール
シンガポール: 両国は1975年8月に国交を樹立し、1979年11月には二重課税防止条約を締結している。特に、建設分野での交流が活発で、チャンギ国際空港を含めた多くの主要建築物の建設に、韓国の建設会社が携わっている。
2010年時点での韓国の対シンガポール輸出は152億4420万米ドル、シンガポールの対韓輸出は78億4953万米ドルに達しており、韓国にとってシンガポールは第5位の輸出国、第14位の輸入国となっている。
シンガポール政府投資公社は、1999年にシグマタワー、2000年にプライムタワーとソウルファイナンスセンター、武橋ビル、コーロングビル、2005年には江南区駅三洞のスタータワービルといった具合に、大型不動産を相次いで買収した。

#### タイ
タイ: 両国の関係は14世紀にまで遡り、アユタヤ王朝は1391年と1393年の二度に亘って高麗ないし李氏朝鮮に交易使節団を派遣した。1394年には、朝鮮の使節団がタイを訪問した。しかし、海路に現われる海賊のため、交流は腰砕けとなった。
断絶された両国の関係は、1950年にタイ政府が3,650人の自国の若者達を国連軍の一員として朝鮮戦争に派遣し、タイ王国軍は129人の死傷者と1,139人の負傷者を出しながらも韓国を支援したことによって再開することとなった。1958年10月に、両国は国交を樹立した。
両国はビザ免除協定に基づいて、観光及び訪問、行事参加など営利目的での入国ではない場合は、90日間ノービザでの入国が可能となっている。

#### フィリピン
フィリピン: フィリピンと韓国は1949年3月に国交を樹立した。朝鮮戦争の際は、国連軍の一員として参戦し、フィリピン軍を派兵した。1954年の1月と11月に、マニラとソウルにそれぞれ公使館が設置され、1958年2月には大使館に昇格することとなった。フィリピンは東南アジア諸国中でも、冷戦下において韓国政府を積極的に支持し続けてきた、伝統的な友邦である。フィリピンは韓国のIAEA 理事国被選（1987年9月）、WTO西太平洋事務総長被選（1988年9月）、南北朝鮮の国連同時加入（第46次国連総会）、1996年度の国際連合安全保障理事会非常任理事国入りなどを積極的に支持・協力した。黄長燁元朝鮮労働党書記が脱北した際も、フィリピン政府の積極的な協力があった。
一方で、英語の語学留学でフィリピンへ渡った韓国人学生などがフィリピン女性に不法買春や変態的性行為、暴力行為を行うほか、産ませた子供を遺棄して韓国に帰国するなど社会問題となっており、韓国人はフィリピン人から白眼視されている。このような子供はコピノと呼ばれている。

#### ベトナム
ベトナム: 両国の関係は、13世紀に李朝大越国の王子である李龍祥が高麗に帰化したことが始まりとされている。
ベトナム戦争の際、大韓民国の朴正煕大統領はアメリカ合衆国の民主党リンドン・ジョンソン大統領の要請で南ベトナム陣営として参戦したが、約5,000人の大韓民国国軍の兵士が戦死し、帰還した兵の多くがアメリカ軍の散布した枯葉剤による後遺症に苦しめられることとなっただけでなく、1968年2月12日に発生したフォンニィ・フォンニャットの虐殺事件のような30万人とも言われるベトナム民間人に対する虐殺が行われるなど、両国間には現在でも根強い禍根が残っている。
1992年に韓国とベトナムの国交が樹立されて以降も、「不幸な時期があった」として「遺憾」は表明したが謝罪はしなかった。ところが、金大中大統領は訪韓したルオン国家主席との首脳会談の中で、「不幸な戦争に加わり、本意ではなかったがベトナム国民に苦痛を与えたことについて申し訳なく思う」と初めて謝罪した。
ベトナムは、韓国をモデルにした経済開発を目指しており、両国間には活発な経済協力が成されている。2010年時点での韓国の対ベトナム輸出は96億52,07万米ドル、ベトナムの対韓国輸出は33億3081万米ドルに達しており、韓国にとってベトナムは第9位の輸出国、第28位の輸入国となっている。

#### マレーシア
マレーシア: マレーシアは1960年2月23日に南北朝鮮両国と同時に国交を樹立した。マハティール元首相が提唱した「ルックイースト政策」を通じて、マレーシア政府は韓国の大学に多くの奨学生を留学させた。

### 南アジア

#### インド
インド: インドも、南北朝鮮両国と同時に国交を樹立している。韓国とは1962年3月に領事関係を樹立して以降、1973年12月10日には大使級外交関係樹立に合意した。インドは国際舞台で朝鮮半島問題に中立的な態度を取っている一方（南北等距離外交）、経済問題などでは韓国との関係増進に尽力している。両国は1974年8月に締結した貿易協定を始めとして、1974年8月に文化協定、1976年3月に科学技術協力協定をそれぞれ締結している。
2010年時点での韓国の対インド輸出は114億3459万米ドル、インドの対韓輸出は56億7445万米ドルに達しており、韓国にとってインドは第7位の輸出国、第16位の輸入国となっている。

#### スリランカ
スリランカ: 1977年11月14日に両国は国交を樹立した。1978年1月に締結した韓国・スリランカ航空協定をはじめとして、1978年3月に韓国の官民経済技術協力団のスリランカ訪問に伴い、経済協力拡大を目的として締結した投資保障協定を始めとして、1980年3月28日に相互経済協力強化を再確認する為の投資保護協定、1984年に二重課税防止協定と貿易協定、1994年に科学技術協力協定をそれぞれ締結した。
スリランカも非同盟中立路線を掲げていることから、南北朝鮮問題に対して中立的な態度を維持しているが、国際舞台では韓国に対して協調的な態度を示している。首都のコロンボにはKOICAの事務所が置かれている。

#### ネパール
ネパール: 韓国とネパールの正式な交流は1969年5月領事関係樹立に合意し、同年7月に領事協定を締結したことにより始まった。1974年5月に国交を樹立し、首都のカトマンズにそれまで置かれていた総領事館が大使館に昇格した。
ヒマラヤ山脈へのトレッキング旅行に対する関心が高くなり、ネパールを訪問する韓国人観光客数が右肩上がりに増えていることから、2006年11月13日より大韓航空が週1回カトマンズへの直航便を出しており、更に交流が活発になることが期待されている。
ネパールと韓国は2007年7月23日、ネパール人労働者の韓国就労促進を目的とした労働許可制度に署名し、ネパール人は2008年3月より世界韓国語認証試験を経て合法的に韓国で働くことができるようになった。

### 中近東

#### アフガニスタン
アフガニスタン: アフガニスタンとは、1973年に一度国交を樹立したが1978年に共産主義を掲げるアフガニスタン民主共和国が成立したことにから、断交することとなった。2001年にターリバーン政権が崩壊し、ハーミド・カルザイを議長とする暫定政府が成立したことに伴い、再度国交を樹立した。韓国は「不朽の自由作戦」の一つであるアフガニスタン紛争では、同国に大韓民国国軍を派遣した。
2007年2月27日にバグラム空軍基地で起きたアメリカ合衆国副大統領ディック・チェイニーを狙った自爆テロの際は、韓国軍の将校1名が死亡している。また、同年7月19日にはガズニー州カラバグ近郊で韓国人拉致事件が起きたことから、韓国政府は同国の治安の悪さを鑑みたうえで、自国民の安全確保の為に、許可無しにアフガニスタンへ渡航することを禁止することを決定した。

#### イスラエル
イスラエル: イスラエルと韓国は国交樹立以来、友好な関係を維持しているが近年は韓国側が原油と建設市場の確保を目的としてアラブ諸国と緊密になったことから、やや疎遠気味になっている。

#### イラク
イラク: イラクとは、サッダーム・フセイン政権下の1989年に国交を樹立した。1994年に首都バグダードの駐在公館を閉鎖及び撤収したものの、2003年のイラク戦争勃発後に再開設し、フセイン政権の崩壊以降も外交関係を維持している。2004年には、韓国軍のザイトゥーン部隊が派遣され、2008年12月20日まで駐屯した。
2004年5月に、韓国人会社員殺害事件が起きて以降は、韓国政府は自国民にイラクへの渡航禁止を通達した。

#### イラン
イラン: 大韓民国にとってイランは、中東諸国で初めて国交を樹立した国であると同時に、初めて中東開発に着手した国でもある。
2018年、イランの核開発問題にからみアメリカが各国に経済制裁への同調を求めると、大韓民国はイラン側の資金約70億ドルを凍結状態とした。2021年においても凍結は解除されておらず、イラン側は資金の返還を求めている。

#### カザフスタン
カザフスタン: 韓国企業が、カザフスタンの道路・鉄道・空港・港湾など、交通インフラ開発分野で積極的に参加するべく、両国間で交通協力覚書が2006年9月に締結された。カザフスタン政府は、鉄道4000キロメートルと道路8000キロメートルを含め、カスピ海港湾や空港などの交通インフラを、2015年までに大々的に拡充する計画を進めている。

#### トルコ
トルコ: トルコも朝鮮戦争の際、国連軍にトルコ軍を派兵したこともあり、高度経済成長を成し遂げた韓国との経済協力の増進を希望している。トルコは1949年8月14日に大韓民国を国家として承認し、1950年6月25日に朝鮮戦争が勃発した際は、翌7月に韓国側に参戦することを表明した。1957年3月に、両国は国交を樹立した。また両国は、1972年に締結したビザ免除協定を始めとして、1974年に文化協定、1977年に通商振興及び経済技術協力協定、1979年に航空協定、1986年に二重課税防止協定、1994年に投資保障協定、1997年に繊維協定、1999年に原子力協力協定をそれぞれ締結している。
韓国の現代ロテムは1996年にアダナ市軽電鉄を初めて輸出して以降、10年間品質や納期などにおける高い事業遂行能力でトルコで評価を受けてきた。2008年7月にはツヴァサスディーゼル動車を84両受注するなど、現在までトルコに対して7回に亘って鉄道事業（総806両、16億米ドル）を遂行している。2008年11月に現代ロテムはトルコ運輸省鉄道港湾空港建設総局が発注した1 兆ウォン台規模の電車 440 両に対する最終供給者に選定され、契約を締結し創立以来最大規模の電車受注契約を獲得したことを明らかにした。
2015年7月11日、トルコのイスタンブールで中国政府が新疆ウイグル自治区のウイグル人に対してラマダーンの儀式を制限したとする報道に触発された民族主義者行動党を支持する団体が反中デモを起こしたが、その際に韓国人観光客を中国人と間違えて襲撃するという事件があった。これに対して民族主義者行動党の党首であるデヴレト・バフチェリは事件を擁護し、「韓国人と中国人は何が違う? 彼らはみんな裂けた目をしている」と言い放った。

### 大洋州・オセアニア

#### ニュージーランド
ニュージーランド: 1962年3月26日にニュージーランドと韓国が国交を樹立して以来、両国は1967年4月に貿易及び経済協力協定、1978年に漁業協定と国際運輸業所得免除協定、1981年11月に二重課税防止協定、1993年8月に航空協定、1994年8月にビザ免除協定、1999年5月に就業観光ビザ協定、2002年4月に犯罪人引渡し条約、2005年11月に映像産業分野共同協力のための了解覚書、2006年12月に情報通信協力約定を、それぞれ締結している。
2007年時点でのニュージーランドの対韓輸出は11億 7,100万米ドル（木材類、畜産物、有機化学品、羊毛）、韓国の対ニュージーランド輸出は6億9,900万米ドル（自動車、鉄鋼、石油化学製品、電子製品）となっている。
2017年末、在ニュージーランド大使館に着任した韓国の外交官が現地職員に対してセクハラ行為を行った。この問題は韓国側でも把握して外交官に減給1か月の懲戒処分を行ったが、2019年に入るとニュージーランド警察が捜査を開始、2020年2月にはニュージーランドの裁判所が逮捕状を交付。一気に外交問題に発展した。同年8月、康京和長官は問題を受けて「国民にご迷惑をおかけして申し訳ない」として国内へ向けて謝罪を行ったが、ニュージーランド側への謝罪については「他国に外交部長官が謝罪するのは国家の品格の問題」として謝罪を拒否した。

#### フィジー
フィジー: フィジーとの関係は、フィジーのフランク・バイニマラマ国軍司令官による現在の暫定政権下で前任のライセニア・ガラセ首相が打ち出した、アジア諸国との経済関係を強化することを目的とした「ルック・ノース政策」を踏襲している。軍事政権に批判的な西欧諸国とフィジーの関係は、現在険悪なものとなっており、オーストラリア・ニュージーランド・アメリカ合衆国に至ってもフィジーに対して積極的な援助を行なわず、バイニマラマ政権が「ルック・ノース政策」を踏襲したのも、その様な政治背景があったことに起因している。フィジーのラトゥ・エペリ・ナイラティカウ大統領はアジア諸国との関係の中でも、特に韓国に関して「フィジーの政治問題に干渉してこない」「両国は固い絆で結ばれている」「技術分野のほか様々な面の援助に関しても、積極的に提供してくれた」などと言及している。国際連合のような国際会議の場においても、フィジーは一貫して韓国を支持する立場をとっている。
2011年11月10日に、大韓民国国土海洋部は、フィジー沖の排他的経済水域内にある2,948平方キロ規模の鉱区で、金・銀など主要金属を含む鉱物資源の海底熱水鉱床を、同年から2017年まで独占探査できる権利を、韓国海洋研究院が確保したことを発表した。
両国間の貿易額は低く、2011年11月までの韓国の対フィジー輸出額は1,350万ユーロ、フィジーの対韓輸出額は1,150万ユーロとなっている。フィジーの韓国への主要な輸出品は、砂糖と織物となっている。

### 北アメリカ

#### アメリカ合衆国
アメリカ合衆国: 朝鮮半島とアメリカ合衆国の関係は、19世紀中盤に李氏朝鮮の通商を要求したジェネラル・シャーマン号事件まで遡る。
1948年8月15日、韓国はアメリカ合衆国の援助の下で李承晩を大統領とした政府を朝鮮半島南部単独で樹立した。アメリカは韓国の友邦の一つであり、現在両国は軍事・外交・文化など多方面で非常に緊密な関係を結んでいる。アメリカは1950年6月25日に勃発した朝鮮戦争当時、国連軍を組織して大韓民国側に付いて中心的な役割を果たし、1953年7月27日の朝鮮戦争休戦以後も1953年10月1日に署名された米韓相互防衛条約と、在韓米軍地位協定に基づいて現在に至るまで在韓米軍が駐屯しており、韓国は在韓米軍による軍事的サポートの中で非常に緊密な援助関係を維持している。
ベトナム戦争に際し、韓国の朴正煕政権はアメリカ合衆国の民主党リンドン・ジョンソン大統領の要請に応じ、大韓民国国軍をベトナムに派兵した。1948年から1971年中期に至るまで、アメリカは46億米ドルの援助を韓国に提供した。その後、40年以上の間韓国は経済・政治・軍事面で飛躍的な発展を経験し（「漢江の奇跡」）、嘗てに比べてアメリカへの依存度も減少している。米韓相互防衛条約と在韓米軍地位協定によって、朝鮮戦争休戦以降もアメリカと韓国は友好的な関係を維持しており、アメリカは一時韓国にとって最大交易国になった時期もあった。他方、友好関係のみならず、1970年代にはKCIAが関与したコリアゲート事件が発覚している。
1980年の光州事件を座視したアメリカに対して、大学生を中心に反米感情が生じ、第五共和国時代は釜山アメリカ文化院放火事件もあった。2000年代に入ってからも、在韓米軍漢江毒劇物無断放流事件や議政府米軍装甲車女子中学生轢死事件などにより、反米感情が高まったこともあった。

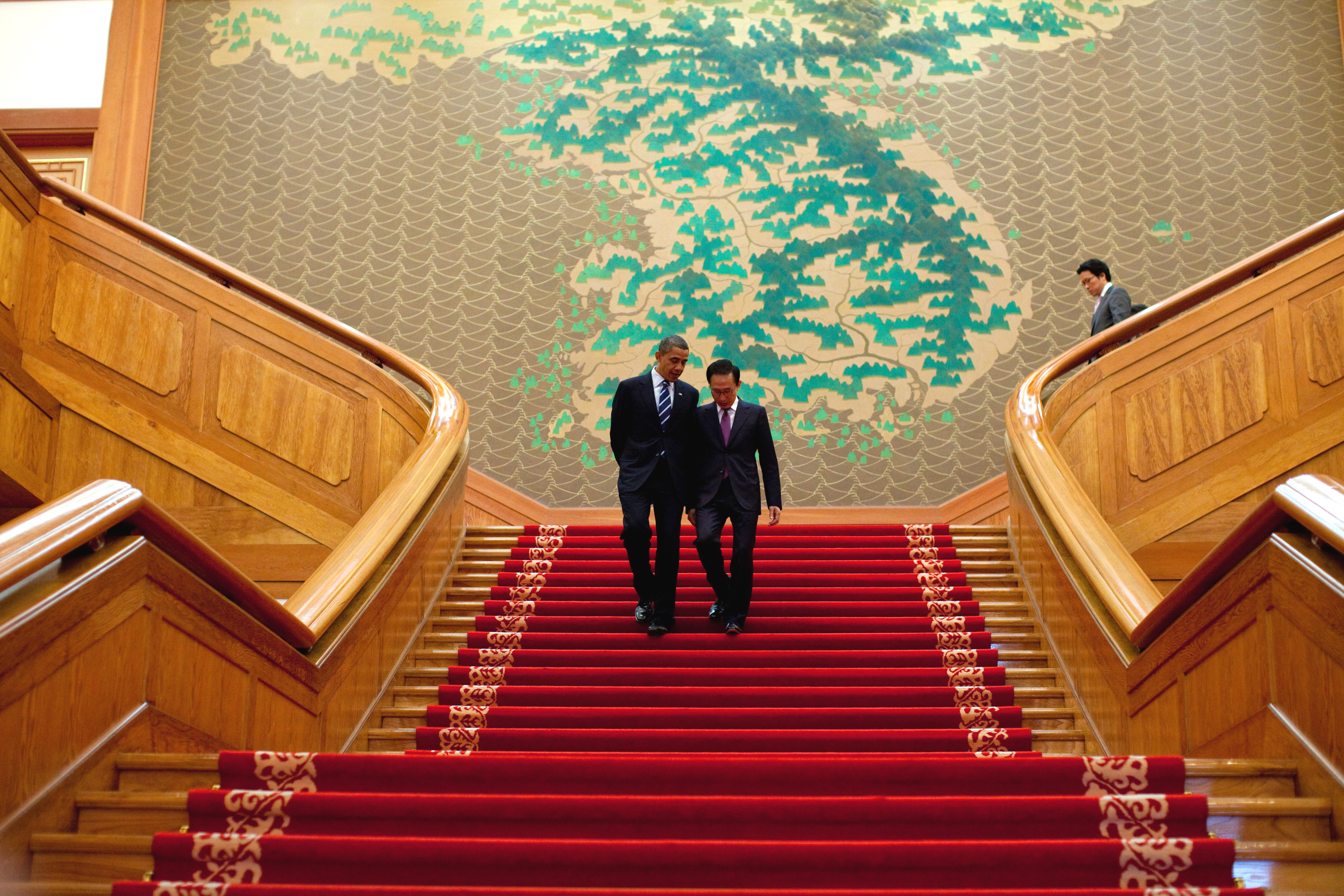
青瓦台での会談を終えた直後の李明博大統領とバラク・オバマ大統領（2010年11月）

2009年6月に李明博大統領とオバマ大統領は、米韓同盟を既存の軍事同盟の次元から脱して、グローバル水準の21世紀型包括的同盟に発展させるという内容を骨子とした「米韓同盟未来ビジョン」を採択した。これにより、今まで朝鮮半島に限定された米韓同盟の地理的範囲は、北東アジア地域はもちろん汎世界的次元で広くなり、内容も軍事だけではなく非軍事的分野まで含む、真正な21世紀型包括的同盟を志向するようになった。同時に、両国は「朝鮮半島が有事の際は、アメリカが核の傘、在来式戦力、ミサイル防衛能力を含むすべての軍事力を動員して韓国に拡張抑制を提供する」という『拡張抑止力』を採択した。『拡張抑止力』は、アメリカの同盟国が核攻撃を受ければ、アメリカ本土が攻撃された時と等しい戦力水準で、相手に報復攻撃を加えることを基本内容としている。これは正常次元で、対北朝鮮米韓共同防衛に対する意志を再確認することを意味する.
駐米大韓民国大使館は、1949年にワシントンD.C.に開設され、駐バハマ大使館も兼任している。また、ニューヨーク・ロサンゼルス・ボストン・サンフランシスコ・シアトル・シカゴ・アトランタ・ホノルル・ヒューストンに総領事館、アンカレッジ・ハガニア（グアム）には支所がそれぞれ開設されている。アメリカはソウルに大使館、釜山に領事事務所を開設している。
1980年代以来、貿易は両国間の深刻な不均衡要素になった。1989年にアメリカは韓国にとって第1位の最重要貿易相手国となり、韓国はアメリカにとって第7位、特に農産物に関しては第2位の市場となった。2010年の時点で、韓国の対米輸出は498億1,605万米ドル、アメリカの対韓輸出は404億269万米ドルに達しており、韓国にとってアメリカは第2位の輸出国、第3位の輸入国となっている。2007年に米韓自由貿易協定が締結されたが、韓国国内では激しい反発が起きた。2008年4月には、アメリカ産牛肉輸入再開交渉が妥結し、全国的に大規模な反対集会が行われるなど国民の反発が高まると、韓国政府はアメリカ産牛肉の輸入衛生条件に「アメリカでBSEが発生した場合、韓国政府は韓国国民を保護するため、輸入中断など必要な措置を取る権利を持つ」とするという付則を追加した。
現在、200万人の超える韓国人がアメリカに居住しており（韓国系アメリカ人）、多くの韓国人学生達がアメリカへ留学している。

#### カナダ
カナダ: カナダも、1949年4月に韓国を朝鮮半島における唯一の合法政府であると承認した。朝鮮戦争の際は、国連軍の一員として参戦し、約2万7,000人のカナダ軍兵士を派遣して韓国を支援した。1963年に韓国と国交を樹立し、多くの貿易協定や技術協力協定、ビザ免除協定などを締結した。2009年の時点で、カナダは韓国にとっての10番目の重要交易対象国で、韓国はカナダにとっての8番目の重要交易対象国として浮上した。また、約17万人以上の韓国系住民が主にオンタリオ州やブリティッシュコロンビア州、アルバータ州に居住しており、留学生も毎年増加している。

### ラテンアメリカ

#### メキシコ
メキシコ:メキシコでは、韓国人移民の行為について現地の法律を無視した行為（建造物の不法改造、無許可営業など）が行われているとして、「非常に共存出来ない民族」と報じられた。2003年には緑の党の院内総務がメキシコの韓国人を「密輸品を扱う犯罪組織の構成員」と規定し、韓国人の滞在資格に関する統計資料を政府に要求する決議案を提出したこともある。

#### アルゼンチン
アルゼンチン:

#### ウルグアイ
ウルグアイ: 約50隻の韓国漁船が首都モンテビデオ港を前進基地として、南太平洋で操業している。

#### キューバ
キューバ: 韓国は1949年にキューバを承認し、同年7月12日にはキューバも大韓民国を承認した。キューバは、朝鮮戦争の際に国連の対韓支援決議を受けて279万米ドルを援助する等、韓国と一定の関係を持った。だが、1959年のキューバ革命によりフィデル・カストロ首相率いる社会主義政権が成立したことにより、両国の国交は断絶することになった。
キューバ革命以後、キューバのフィデル・カストロ首相は韓国をアメリカの同盟国であり、在韓米軍が駐屯していることを理由として、一貫して敵視する態度を採り続け、国際連合などの場でも1960年以降は朝鮮民主主義人民共和国（北朝鮮）を「朝鮮の合法な国家」として支持してきた。そのため、1988年ソウルオリンピックへの参加をボイコットするなど、大韓民国との関係を非常に忌避して来た。
しかし、東西冷戦が終結した1990年代以後は実利外交に方向転換し、長期間敵視してきた大韓民国との関係改善にも乗り出し、経済面では活発な交流を行うようになった。大韓民国政府はキューバとの国交樹立を望んでいるものの、キューバ側は朝鮮民主主義人民共和国との友好関係を意識して、国交樹立には慎重な態度を見せていた。2024年2月14日に国交を再開した。現在、駐メキシコ韓国大使館が対キューバ外交業務を兼任している。

#### コロンビア
コロンビア: コロンビアも南アメリカで唯一、朝鮮戦争に国連軍の一員として参戦し1,068人のコロンビア軍兵力とプリキット1隻を派遣した。両国は1962年3月に国交を樹立した。南北等距離外交により、1988年には北朝鮮、朝鮮民主主義人民共和国とも国交を樹立した。1996年10月にはエルネスト・サンペール大統領が韓国を訪問し、同月に投資振興協定を締結した。1951年11月1日に、カルタヘナ港から朝鮮戦争に従軍する軍人達を乗せた軍艦パディリャ号が出港したことを記念して建てられた「コロンビア朝鮮戦争参戦記念碑」が、2008年11月1日に竣工された。

#### チリ
チリ: 韓国にとって、チリも初めて自由貿易協定（チリ・大韓民国自由貿易協定）を締結した国ということもあって、両国は政治的には友好的な関係を維持している。

#### パラグアイ
パラグアイ:

#### ベネズエラ
ベネズエラ:両国は1965年4月に国交を樹立して以来、1993年10月に科学・技術協定、1994年11月に外交官・官用ビザ免除協定、1995年3月に文化協定をそれぞれ締結している。ベネズエラは、伝統的に親韓友好政策を堅持して続けており、1996年には大韓民国の国際連合安全保障理事会の非常任理事国入りを支持し、朝鮮統一問題に関しても、大韓民国による平和統一方針への支持を表明している。
特に近年は韓国海軍の輸送船など、各種軍事装備の輸出及び技術提携以降、両国関係が更に緊密化している。韓国は研修生の招請や専門家の派遣、無償援助などで、ベネズエラとたゆまぬ経済協力関係を維持している。ベネズエラに無償で 1989年には5万米ドル相当のコンピューターやテレビなど教育用機資材、1999年には水害義捐金5万米ドル、2000年には 4万米ドル相当のバス1台、2001年には4万米ドル相当のコンピューターやミシンなどを援助した。
2007年3月現在、船員などを含んで約200人（首都カラカスに約150人）の韓国人がベネズエラに居住しており、主に事業（衣類、かばん、プラスチック製品製造及び販売）、鍼術、テコンドー教室運営、水産業、飲食業などに携わっている。

### 欧州
1950年6月25日に勃発した朝鮮戦争以前に、大韓民国を承認・支持した西ヨーロッパ諸国は、イギリス・フランス以外にバチカン（1949年4月13日）、オランダ（1949年7月25日）、ギリシャ（1949年8月4日）、ベルギー（1949年8月15日）、ルクセンブルク（1949年8月29日）、アイスランド（1950年2月12日）だった。
概して、韓国と西欧諸国との外交関係小史は二つの時期に区分して見られる。1期は1948年8月15日の大韓民国建国から朝鮮戦争を経た1960年代以前の創始期、2期は外交関係の成長発展期と言える1960年代以降だと言える。
西欧諸国の中でも、李氏朝鮮の時代から友好関係にあったのはイギリスとフランスだった。両国は朝鮮戦争に国連軍の一員として参戦し、イギリス軍、フランス軍を派兵、軍事・経済支援などを通して韓国に対して非常に大きい貢献を行っただけでなく、国連を含めたその他多くの国際機関での活動を通して、韓国の地位向上・保全及び友好増進の為に多大な努力を払い続けてきた。両国は、韓国の対西欧諸国関係史で中枢的な存在であり、伝統的に対西欧外交展開の二大拠点国と言える存在である。
韓国が西欧諸国と国交を樹立した年次別順位を見れば、
1949年 - イギリス・フランス
1950年 - スペイン
1955年 - 西ドイツ
1956年 - イタリア
1959年 - デンマーク・ノルウェー・スウェーデン
1961年 - ベルギー・ギリシャ・オランダ・ポルトガル
1962年 - アイスランド・スイス・ルクセンブルク
1963年 - オーストリア・バチカン
1965年 - マルタ
1973年 - フィンランド
1983年 - アイルランド
の順序となる。
1989年に東欧諸国とでは初となるハンガリーと国交を樹立したことを皮切りに、同年にポーランドやユーゴスラビアとも国交を樹立した。韓国はその後も、
1990年 - ソ連・ルーマニア・ブルガリア
1991年 - エストニア・ラトビア・リトアニア・ウクライナ・アルバニア
1992年 - ベラルーシ・モルドバ・クロアチア・スロベニア
1993年 - チェコ・スロバキア
1995年 - ボスニア・ヘルツェゴビナ
といったように、旧共産圏諸国とも相次いで国交を樹立した。
特に西ドイツとは商標・技術・ビザ免除・経済・財政・貿易協定など各種協定の殆どが1961年以降に締結されたことや、国家元首として朴正煕大統領が1964年12月に80年以上に亘る独韓関係史上初めて西ドイツを公式訪問し、リュプケ大統領がその返礼として1967年3月に韓国を訪問したことなどから見ても、 1960年代以後の対西欧諸国関係において、独韓関係が他のあらゆる西欧諸国より非常に緊密な関係にあることが窺える。韓国外交の全体像を見た時、西ドイツはアメリカ・日本に次いで韓国と密接な紐帯関係を形成・構築してきたと評することができる。
何より1970年代以降からは、中立国外交の拡大・増進、経済外交活動を通して協力国を模索する、積極的で前進的な努力の傾注、通商・貿易政策上の果敢な行動半径及び振幅の増大を試みるなど、韓国の外交姿勢は以前とは比較にならないほどの柔軟性を持って展開されている。このような方向転換が示している通り、韓国外交は将来的に西欧諸国だけでなく、嘗ては「鉄のカーテン」をはさんで緊張関係にあった、ロシアを含む東欧諸国とも恒久的な友好関係の樹立を模索していく必要がある。端的に言えば、今日の時代的背景に 逆行しない現実適応的・前進的姿勢の中の自主的多元外交こそ、韓国の生存と繁栄、国際社会における一員としての責任完遂の為に必要不可避な要諦と言える。将来の韓国外交は、西欧諸国との関係に限った視野ではなく、世界外交の渦中で建設的かつ前進的な役割を余すところなく履行することができる基礎を作り上げていかなければならないと言える。

#### イタリア
イタリア :イタリアは朝鮮戦争の際、国連軍に医療スタッフを派遣した。1956年に両国は国交を樹立した。両国は、1961年3月に特許権・商標権保護に関する覚書交換、1965年3月に貿易・文化協定、1975年にビザ及びビザ手数料免除に関する覚書交換、1982年5月に経済協力協定、1984年2月に科学及び技術協力協定、1989年1月に投資増進及び相互保護協定、二重課税及び脱税防止協約、2000年3月に観光協力協定、2005年3月に伊韓社会保障協力協定をそれぞれ締結している。

#### オランダ
オランダ : オランダは李氏朝鮮時代の1627年にヤン・ヤンセ・ウェルテフレー（朝鮮名：朴延）が日本へ向かう途上、給水の為に慶州へ上陸したところを捕らえられ、後に済州島へ送られたほか、1653年にもヘンドリック・ハメルが済州島で乗っていた船が難破し、以降13年間朝鮮での生活を余儀なくされたことなど、韓国と初めて接触を持ったヨーロッパの国である。
オランダも1949年7月25日に韓国を朝鮮半島の唯一の合法政府であると承認し、朝鮮戦争の際に、国連軍の一員として参戦し、歩兵1個大隊・軍艦1隻を以って韓国を支援した。1961年に両国は国交を樹立した。また、オランダはヨーロッパの国家の中で最初に韓国へ投資した国家でもあり、アジア通貨危機の際もフィリップス等オランダ企業は韓国から撤退することは無かった。
サッカーの2002 FIFAワールドカップの際は、韓国代表の監督にオランダ人のフース・ヒディンクが就任したことと、オランダ代表が地区予選で敗退しことなどから、オランダ国民の多くが韓国代表を応援することとなり、両国の距離は更に近くなることとなった。

#### デンマーク
デンマーク :デンマークも朝鮮戦争の際、韓国に病院船ユトランド号を派遣し、医療支援を行った。終戦後も病院船の医療機資材を韓国に寄贈しただけでなく、国立医療院を設立して韓国の医療発展に大きく寄与した。1959年に両国は国交を樹立した。
2011年5月13日、両国は非安保分野同盟では初めてグリーン成長同盟を締結した。また、大韓民国知識経済部とデンマーク気候エネルギー省の間のグリーン成長協力了解覚書（MOU）、現代起亜自動車とコペンハーゲン市役所間の水素燃料電池自動車協力MOU、サムスン物産とダンフォス間の建築部門グリーン技術協力MOUなど、9つのMOUを締結した。
2007年現在、デンマークには約9,000人の韓国人養子がおり、僑民も250余人がいる。首都コペンハーゲンには大使館や大韓貿易投資振興公社、韓人教会、韓国センター、ハングル学校のほか丁韓親善協会、ユトランドの集まり、コリアンクラブ、韓人会などがある。

#### ドイツ
ドイツ :韓国とドイツは1883年11月26日にドイツ全権大臣である駐横浜ドイツ総領事であるエドゥアルト・ザッペと朝鮮全権大臣である閔泳穆が「大朝鮮国大徳国通商条約」を締結し、国交を樹立した。1905年に外交権を日本へ委譲したことにより、両国の関係が断絶することとなったが、1955年12月1日に韓国は西ドイツと再度国交を樹立した。以降、西ドイツは韓国の莫大な経済支援を行った。
2010年の時点で、韓国の対独輸出は107億218万米ドル、ドイツの対韓輸出は143億489万米ドルに達しており、韓国にとってドイツは第8位の輸出国、第6位の輸入国となっている。
ドイツ人が韓国に対して持っているイメージは、「朝鮮は有史以来、19世紀まで清の属国であり、1905年からは日本の植民地だった」というものである。2020年7月、ベルリン王宮の展示空間計画で、韓国館の面積が中国館と日本館の10分の1の大きさの60平方メートルに過ぎないことが分かり、韓国メディアの『国民日報』から「韓国は中・日の属国…ドイツ代表博物館のとんでもない歪曲」「韓国の古代文化を眺める博物館側の歪曲した認識」と非難されている。決定の根底にはドイツ人の韓国に対する「朝鮮は有史以来、19世紀まで清の属国であり、1905年からは日本の植民地だったことから、古代文化が貧弱であるため、中国と日本と異なり、お粗末で展示する価値がない」という認識がある。さらに、韓国館は中国館と日本館の間に小さく配置されており、特に中国館内の片方に据えられる配置は、韓国が中国の辺境文化に過ぎないというドイツ人の認識がある。確保した中国と日本の展示品は数千点にのぼるが、韓国の遺物は予算の問題で160点に過ぎず、実際に現地の韓国人芸術界関係者は「オンラインワークショップを参観した結果、韓国館展示担当キュレーターが『韓国は16世紀から1945年まで中国と日本の属国か植民地だったため古代遺物がない』という結論を下した。現代のインスタレーション美術を展示する予定」と話している。

#### バチカン
バチカン :ローマ教皇庁が李氏朝鮮と正式な関係を結んだのは、1831年9月9日に教皇グレゴリウス16世がカトリック教会の朝鮮教区を設定したことが始まりとされている。1919年に大日本帝国の教皇使節が、日本統治時代の朝鮮に於ける教皇使節を兼任し、1947年には固有の教皇使節が派遣された。バチカンは、1949年4月に大韓民国を朝鮮半島の唯一の合法国家として承認し、1963年12月に国交を樹立した。
1983年と1989年には、教皇ヨハネ・パウロ2世が、2014年には教皇フランシスコが韓国を訪問している。
2011年版教会統計年鑑によれば、現在、韓国のカトリック信者数は全人口の10.1%にあたる503万 5,000人で世界 227ヶ国中、45位であり、アジアでは5番目に信者が多い。大韓民国教会が教皇庁に払う分担金は世界7位、教皇主日献金は8位であり、納付金総額は9位である。これはアジア諸国では一番高い数値で、韓国はアジアで唯一に10位以内に含まれている。
2009年度韓国天主教会統計指標によれば、枢機卿1人を含む司教が30人、樞機卿及び司教を除いた教区所属神父が3,608人、修道会所属神父が617人、宣教会所属神父が148人、副助祭が138人、神学生が1,399人、修道士が1,555人、修道女が1万73人である。本堂は1,571ヶ所、公所は1,017ヶ所となっている。韓国のカトリック人口は、2000年に400万人を突破して以降、毎年 2～3%ずつコンスタントに増加し続けている。

#### ハンガリー
1989年のハンガリー人民共和国と韓国の国交樹立は、大韓民国初の東ヨーロッパ社会主義国との国交正常化となった。

#### フランス
フランス :1866年に、フランス人のカトリック教会宣教師を含めたキリスト教徒達を朝鮮政府が弾圧（丙寅教獄）したことから外交問題に発展し、これが原因でフランス軍と朝鮮軍が激突する丙寅洋擾が起きた。この時、フランスによって強奪された外奎章閣文書をはじめとする文化財の返還問題は現在でも未解決のままである。
後に両国は国交を樹立したが、1905年に外交権を日本へ委譲したことにより、両国の関係が断絶することとなった。だが、フランス租界は政治組織に寛容であったことから、朝鮮人の抗日運動の拠点となり、同租界地域の警察は大韓民国臨時政府の金九主席を保護する役割を果たした。ただ、フランス政府が朝鮮独立運動を支持する声明を出したことは一度もなかった。
1948年8月15日の大韓民国建国後の翌1949年に、フランス第四共和国は韓国を承認し、同年に再度国交を樹立した。韓国の軍事政権時代に、パリは反政府運動家達の亡命先として最も選ばれていた場所の一つであった。現在でも、韓国とフランスは緊密な協力関係を結んでいる。

#### 北マケドニア
韓国は、1991年に建国されたマケドニア共和国の独立は承認したものの、国交は結ばなかった。マケドニア共和国側は大韓民国との国交樹立を希望していたが、国名問題で隣国のギリシャと対立していた。大韓民国にとってギリシャは朝鮮戦争 以来の友邦国であるため、大韓民国側が積極的に国交樹立を目指していないとされていた。しかし2019年にマケドニア共和国が北マケドニアへの改名を行い、ギリシャと和解したことをもって、7月18日付で韓国と北マケドニアは国交を樹立した。

#### ロシア及びソビエト連邦
ロシア :1948年8月15日の大韓民国建国当初から東西冷戦の文脈の中でソ連との関係は敵対的であり、1950年6月25日に勃発した朝鮮戦争にソ連が間接的に参加したことから、両国の関係は更に険悪なものとなった。その後も、1978年と1983年にそれぞれ大韓航空機を銃撃・撃墜した事件が起きるなど、その関係は常に緊張状態にあった。
しかし1988年に就任した盧泰愚大統領による「北方外交」が展開されたことと、ソ連側でも「新思考外交」を打ち出したゴルバチョフ書記長が登場したことにより、両国関係は雪解けを迎えることとなった。1988年のソウルオリンピックには代表選手団を派遣し、55個の金メダルを獲得して総合1位となった。1990年に両国は国交を樹立した。

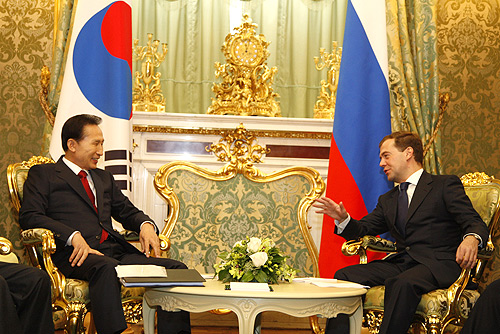
李明博大統領とメドヴェージェフ大統領（2008年9月29日）

1991年12月のソビエト連邦の崩壊に伴い、韓国政府はロシア連邦など嘗てのソ連を構成した11の共和国をそれぞれ独立した主権国家として承認し、同時にロシアをソ連の正式な継承国家として承認した。これにより、在韓ソ連大使館はロシア大使館に名称が変更され、1992年11月18日に韓露基本関係条約が締結された。ロシア政府も、韓国政府に朝鮮戦争と大韓航空機撃墜事件について、謝罪の意を表明した。2004年9月に韓露共同宣言を通して、両国関係は「相互信頼する包括的なパートナー関係」に格上げされることとなった。
駐露大韓民国大使館はモスクワに開設されており、駐アルメニア大使館も兼任している。なお、ウラジオストク・サンクトペテルブルク・イルクーツクに総領事館、ユジノサハリンスクには支所がそれぞれ開設されている。ロシアはソウルに大使館、釜山に総領事館を開設している。
2010年の時点で、両国の交易量は176億5000万米ドルであり、対露輸出は77億6000万米ドル、輸入は98億9000万米ドルとなっている。主要輸出品目は自動車及び部品類、電子機器、プラスチック等であり、主要輸入品目は石油、石炭、天然ガスなどエネルギー資源と鉄鋼、ニッケル、木材など原資材製品などである。

### アフリカ

#### エチオピア
エチオピア :エチオピアは、帝国時代の1963年12月23日に韓国と国交を樹立した。メンギスツ大統領による共産主義政権が成立して以降の1975年には、北朝鮮とも国交を樹立し、北朝鮮と近い関係になった時期もあった。
朝鮮戦争の際にはアフリカで唯一国連軍に参加した。皇帝ハイレ・セラシエ1世の親衛隊を含む6,037人のエチオピア帝国軍が朝鮮半島に派遣され、123人が戦死、536人が負傷した。参戦した部隊員達は帰国後にコミュニティを形成し、2006年2月には首都アディスアベバに「大韓民国の自由の為に命を賭した、エチオピア帝国の軍人達に感謝する」と刻まれた参戦記念塔が建立された。また、アディスアベバと春川市は姉妹都市の間柄にあり、春川市には参戦記念塔と記念公園が造成されている。
1991年に、東ヨーロッパ諸国で民主化が進み、南北朝鮮が同時に国連に加入したほか、メンギスツ政権の崩壊によるメレス・ゼナウィ首相の就任に伴い、両国は再び接近することとなった。

## 領土紛争
韓国は朝鮮民主主義人民共和国を国家として承認しておらず、朝鮮半島全土を自国の領土であると大韓民国憲法に規定している。
日本国とは竹島（韓国名：独島）に関する領有権問題を抱えている。日本政府は度々韓国政府に対して国際司法裁判所への付託を呼びかけているも、韓国政府は一貫して「独島は明確な韓国領であり、領土問題は存在しない」というスタンスを採っており、問題の解決には至っていない。
中国領である白頭山北部は、韓国が領有権を主張しているが、韓国政府が正式に問題提起を行ったことは無い。ただ、政府が発行している地図には、そのことが示されている。中華民国も、名目上白頭山全体（中国及び北朝鮮領全体）に対する領有権を主張している。
また、土門江東地域である間島も古くから朝鮮と清の間の紛争地域だったが、第二次日韓協約により朝鮮の外交権を獲得した日本と清により締結された「満洲及び間島に関する日清協約」（間島協約）によって、清領に編入された（間島問題）。現在、韓国は間島は伝統的にも歴史的にも韓国と非常に密接な係わりがあり韓国領土だと主張する一方、中国は「間島問題」は朝鮮人の創作、あるいは捏造であり、さらには一つの伝説に過ぎないと主張している。
中国政府も2006年に韓国政府が主張している蘇岩礁（韓国名：離於島）の領有権に関しても、承認を拒否する立場を明らかにした。